# HMS Sans Pareil (1887)
HMS Sans Pareil – brytyjski pancernik wieżowy z przełomu XIX i XX wieku. Należał do typu Victoria. Był to trzeci (i na razie ostatni) okręt Royal Navy noszący tę nazwę.

## Konstrukcja
Pancerniki typu Victoria zostały zaprojektowane przez Nathaniela Barnaby’ego. „Sans Pareil” był ostatnim okrętem przez niego zaprojektowanym.
HMS „Sans Pareil” posiadał artylerię główną w postaci dwóch dział kalibru 413 mm rozmieszczonych w jednej dwudziałowej wieży w części dziobowej i jednego działa kalibru 254 mm umieszczonego w części rufowej. Artyleria średnia składała się z 12 dział kalibru 152 mm, a lekka z 16 dział 57 mm i 12 dział 47 mm. Pancernik posiadał także sześć wyrzutni torpedowych kal. 356 mm (14 cali), z których cztery były zainstalowane poniżej linii wodnej na burtach, zaś dwie powyżej powierzchni wody w stewach dziobowej i rufowej (według innego źródła osiem wyrzutni, sześć podwodnych i dwie nadwodne). Opancerzenie miało grubość 457 mm w pasie głównym, a w wieżach artyleryjskich 432 mm
Okręt miał niską wolną burtę. Pomimo tego zachowywał się stabilnie na morzu, lecz fale dziobowe zalewały pokład dziobowy, co utrudniało prowadzenie ognia z wieży artylerii głównej.

## Historia służby

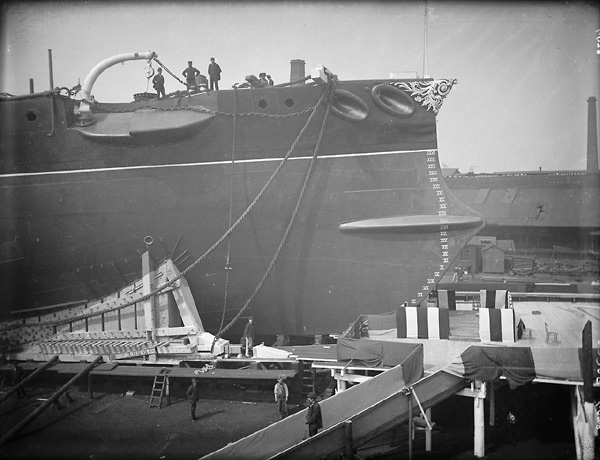
Dziób „Sans Pareil” podczas budowy

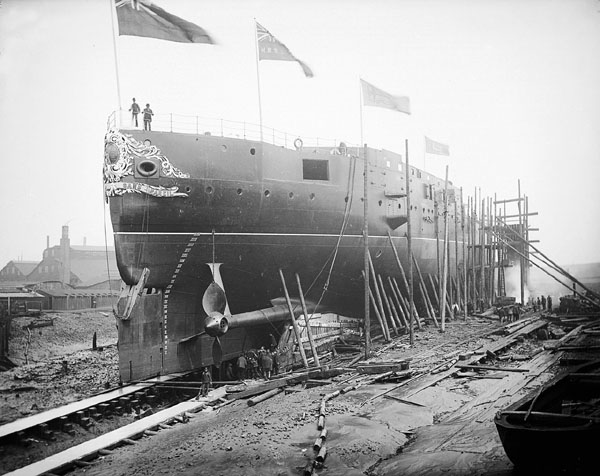
„Sans Pareil” widziany od rufy, gotowy do wodowania

Stępkę pod budowę HMS „Sans Pareil” położono 21 kwietnia 1885 roku w stoczni Thames Ironworks and Shipbuilding Company w Londynie. Wodowanie miało miejsce 8 maja 1887 roku, wejście do służby 8 lipca 1891 roku (opóźniło się w związku z problemami z dostarczeniem działa artylerii głównej).
Rozpoczął swą służbę we Flocie Śródziemnomorskiej. Przebywał na Morzu Śródziemnym od lutego 1892  do kwietnia 1895 roku. Następnie stacjonował jako okręt strażniczy portu Sheerness. Od kwietnia 1899 do stycznia 1900 przechodził remont, po którym powrócił do Sheerness, gdzie przebywał do kwietnia 1904. Następnie we Flocie Rezerwowej. 
7 sierpnia 1899 zderzył się z handlowym żaglowcem „East Lothian” i go zatopił.

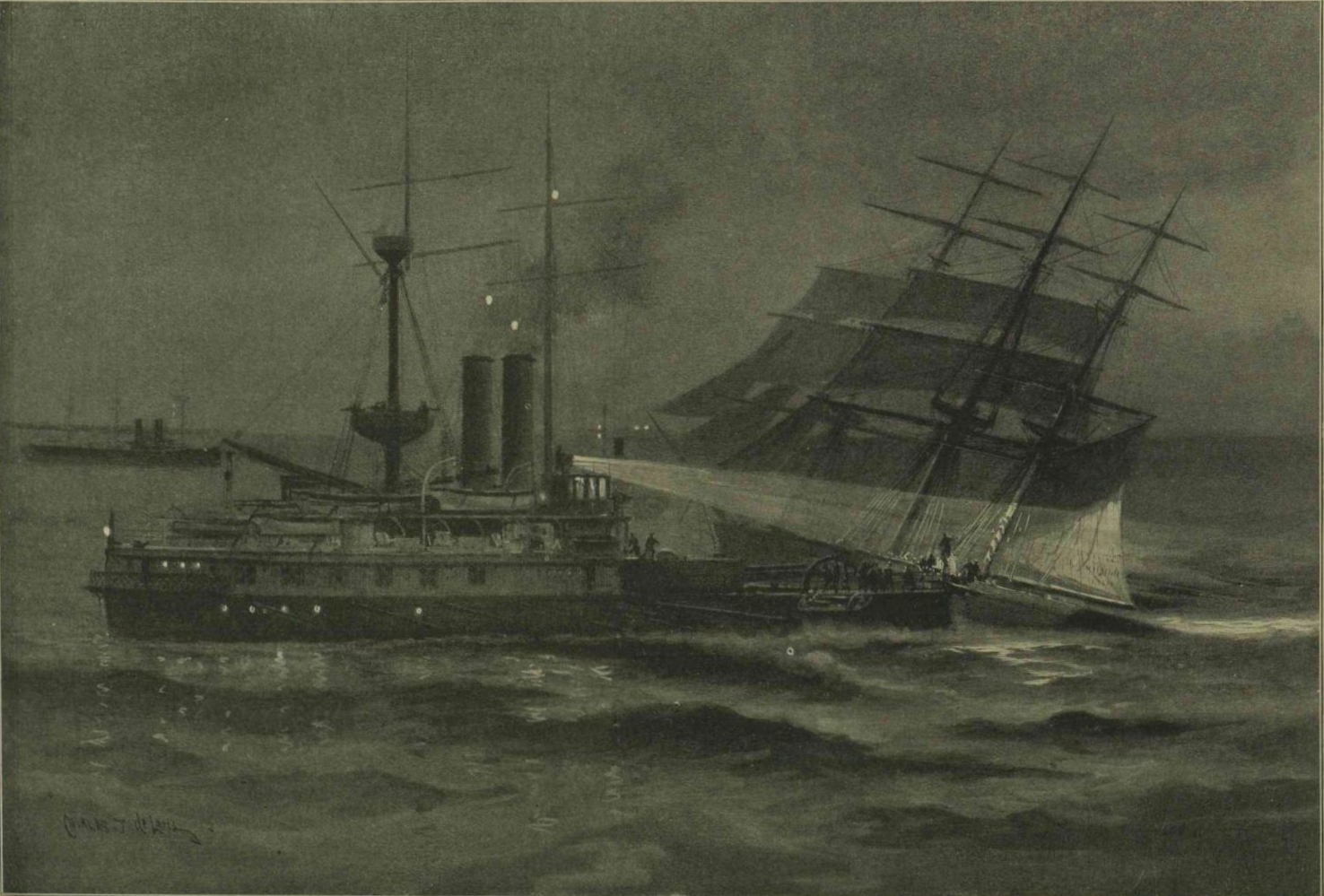
Zderzenie „Sans Pareil” z „East Lothian”

W 1907 roku został sprzedany na złom.